# Than Shwe
Cette page contient des caractères spéciaux ou non latins. S’ils s’affichent mal (▯, ?, etc.), consultez la page d’aide Unicode.
Than Shwe est un nom birman ; les principes des noms et prénoms ne s'appliquent pas ; U et Daw sont des titres de respect.
Than Shwe (né à Kyaukse, Birmanie, le 2 février 1933) est un officier supérieur et homme d'État birman, chef de la junte militaire d'avril 1992 à mars 2011. 

## Biographie

### Carrière militaire
Il travaille dans le service postal birman, quand, à l'âge de 20 ans, il s'engage dans l'armée, où il reste pendant quelques années dans le département de la guerre psychologique et lutte contre les rebelles Karens.
En 1960, il est promu capitaine. Après le coup d'État qui évince le Premier ministre U Nu en 1962, il continue à monter en grade: il est lieutenant-colonel en 1972, colonel en 1978, commandant du district militaire du Sud-Ouest en 1983, vice-chef de l'état-major de l'armée, général de brigade et vice-ministre de la défense en 1985 et enfin général-major en 1986.

### Chef de la junte
Il obtient aussi un siège parmi les dirigeants du parti du comité central exécutif. Le 23 avril 1992, il succède au général Saw Maung comme président du Conseil d'État pour la restauration de la loi et de l'ordre. Il a gardé la tête de cette institution au moment de son renommage en Conseil d'État pour la paix et le développement en 1997. Il a cumulé cette fonction avec le poste de Premier ministre jusqu'en 2003.
Réputé introverti et superstitieux, il apparaît rarement en public. Dirigeant son pays d'une main de fer, hostile à tout dialogue avec l'opposition, il est considéré comme le principal obstacle à la réconciliation nationale et au retour à la démocratie.
En 2003, il a supervisé la nouvelle arrestation de l'opposante au régime, et prix Nobel de la paix, Aung San Suu Kyi, qui avait été provisoirement remise en liberté. Il serait aussi à l'origine du renvoi et de l'arrestation en 2004 de son successeur au poste de premier ministre, le général Khin Nyunt, partisan modéré de l'ouverture.
Un matin de novembre 2005, ministères et armée ont été contraints de déménager. Des milliers de fonctionnaires, prévenus quelques jours plus tôt, n'ont eu d'autre choix que de faire leurs valises et de quitter Rangoun, l'ancienne capitale, pour parcourir 380 kilomètres en direction du nord et rejoindre une ville aux allures de décor de cinéma, bâtie dans le plus grand secret : Naypyidaw. Cette manifestation d'autorité s'ajoutait à d'autres caractéristiques de la « gouvernance » à la mode birmane : persécution des minorités ethniques, travail forcé, censure de la presse, omniprésence d'agents de renseignement en civil et interdiction des partis d'opposition. Than Shwe venait de pousser la paranoïa un cran plus loin. Échaudé par les révoltes qui agitaient régulièrement Rangoun, comme le soulèvement prodémocratique de 1988, il espérait sans doute protéger la junte en éloignant le Parlement, la présidence et tous les ministères du cœur culturel et intellectuel du pays.
Conformément à la feuille de route vers une « démocratie disciplinée » de la junte militaire au pouvoir et d'une Constitution adoptée en 2008, des élections – les premières en vingt-deux ans – sont organisées le 7 novembre 2010 mais dénoncées comme une mascarade. Un Parlement bicaméral et 14 assemblées régionales voient le jour. Puis, le 13 novembre 2010, l'assignation à résidence de la figure de proue de l'opposition Aung San Suu Kyi est levée.
Il cède la tête de l'État à Thein Sein qui devient ainsi le 8e président de la République le 30 mars 2011. Le même jour, la junte militaire est dissoute et le général Than Shwe quitte officiellement la scène politique.

### Vie privée
Lorsqu'il a marié sa fille cadette en 2006, Than Shwe n'a pas lésiné sur les frais de la noce, évalués par les opposants à cinquante millions de dollars (trois fois le budget annuel birman de la santé).